# Onze-Lieve-Vrouwekerk (Hengelo)
De Onze-Lieve-Vrouwekerk in Hengelo is een rooms-katholieke kerk met zowel neogotische invloeden als kenmerken in de stijl van de Delftse School. Ze is sinds 1 januari 2010 eigendom van de Hengelose parochie De Goede Herder. Architect Wolter te Riele heeft de kerk ontworpen, waarna in 1926 werd begonnen met de bouw. Op 31 mei 1927 werd de kerk ingezegend door de aartsbisschop van Utrecht, Mgr. Van de Wetering, waarna op 5 juni de kerk voor het eerst in gebruik werd genomen. Sinds 1998 is de Onze-Lieve-Vrouwekerk een rijksmonument. In 2003 volgde op advies van de Rijksdienst voor het Cultureel Erfgoed een renovatie.
Op 9 april 2012 is bij de kerk een monument onthuld ter gedachtenis aan de slachtoffers van seksueel misbruik binnen de rooms-katholieke kerk.

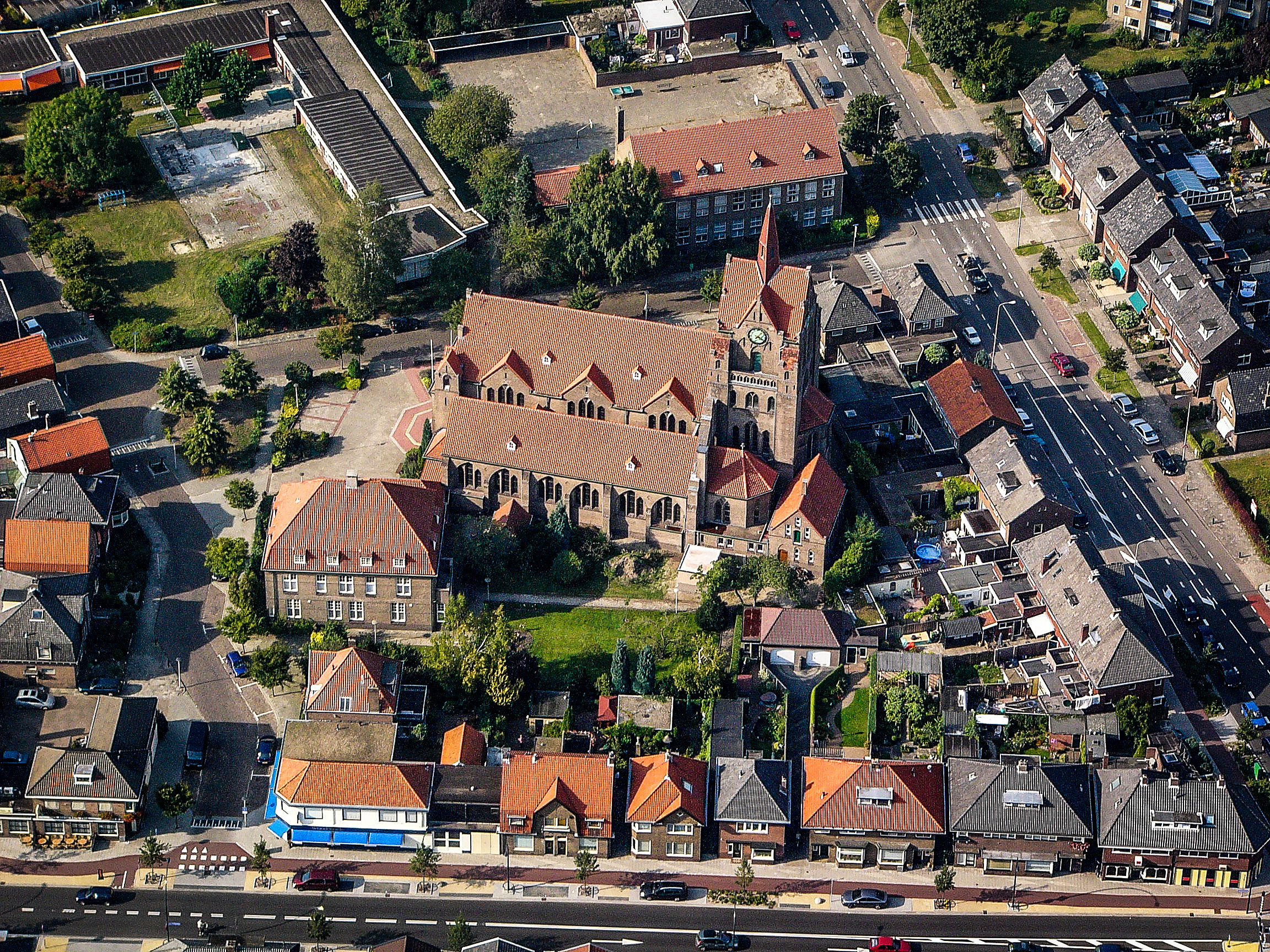